# Derrick Adkins
Derrick R. Adkins (født 2. juli 1970 i New York City, New York, USA) er en pensioneret amerikansk atletikudøver (hækkeløber), der vandt guld i 400 meter hækkeløb ved OL i Atlanta 1996. Han blev desuden verdensmester på samme distance ved VM i Göteborg i 1995.